# Oecomys mamorae
Oecomys mamorae là một loài động vật có vú trong họ Cricetidae, bộ Gặm nhấm. Loài này được Thomas mô tả năm 1906.

## Hình ảnh

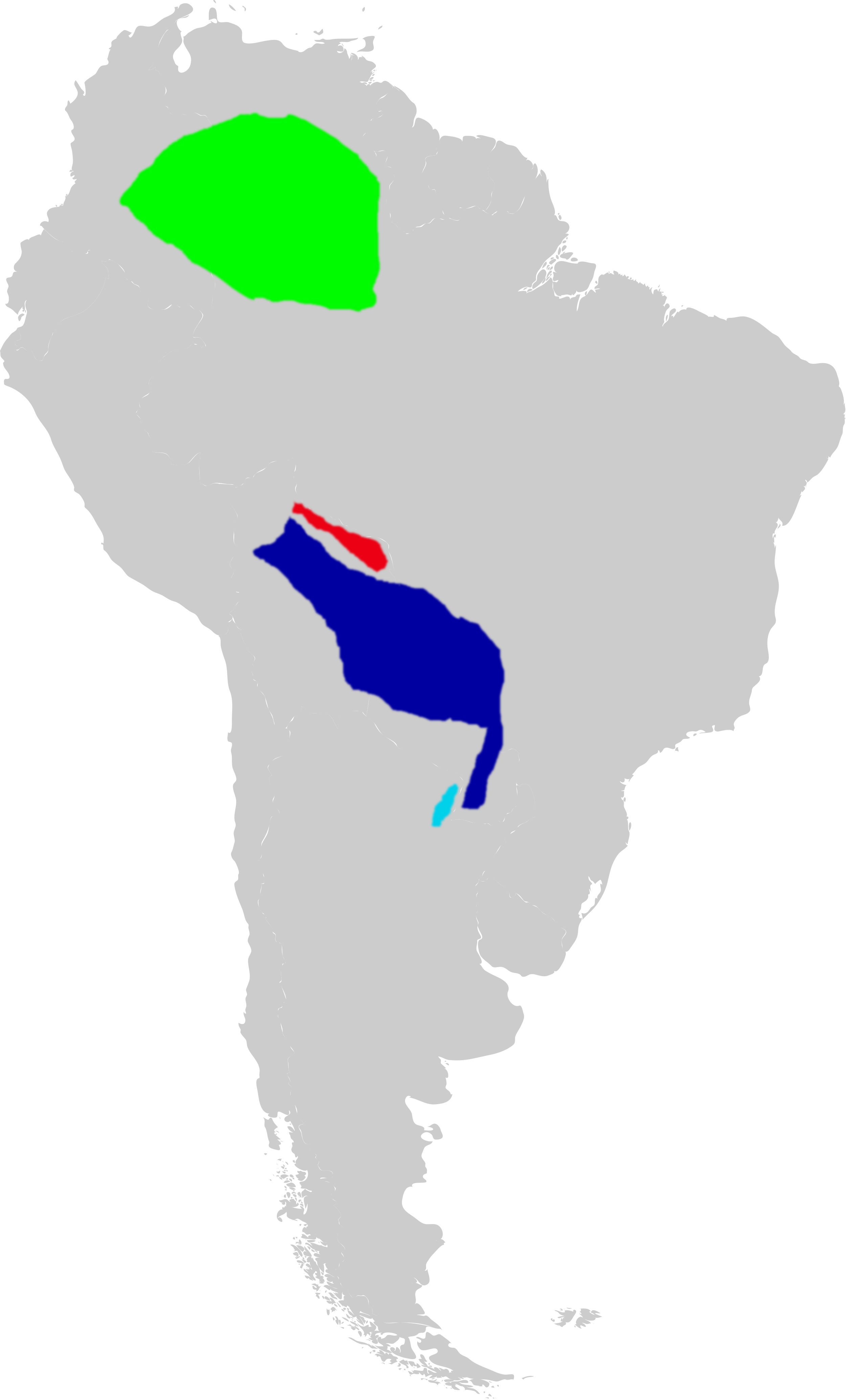